# Lycoperdina canariensis
Lycoperdina canariensis es una especie de coleóptero de la familia Endomychidae.

## Distribución geográfica
Es endémica de Gran Canaria, en las islas Canarias (España).